# Беккер, Жанна
Жанна Беккер (фр. Jeanne Becker, в замужестве Гроэ, нем. Grohe; 9 июня 1858, Мангейм — 6 апреля 1893, Мангейм) — немецкая пианистка. Дочь Жана Беккера, сестра Ханса и Хуго Беккеров.
Получив общее музыкальное образование у своего отца, училась как пианистка также в Штутгарте у Диониса Прукнера, в Лейпциге у Карла Райнеке и в Берлине у Вольдемара Баргиля. Дебютировала с серией концертов в 1871 году, с отроческих лет выступала как аккомпаниатор своего отца и в составе семейного фортепианного квартета вместе с отцом и братьями, выступала также вместе с Флорентийским квартетом. С 1881 г. придворная пианистка королевы Вюртемберга Ольги. В середине 1880-х гг. спорадически выступала в Берлине как солистка, после чего отказалась от публичных выступлений. В 1891 году вышла замуж за юриста Оскара Гроэ (1859—1920), дружившего с композитором Гуго Вольфом; музицировала вместе с Вольфом частным образом. В феврале 1893 года родила сына, умерла от последствий родов.